# Edgewater (Colorado)
Pour les articles homonymes, voir Edgewater.
Edgewater est une ville américaine de l'État du Colorado située dans le comté de Jefferson.

## Géographie
La municipalité s'étend sur 1,81 km2 dans la banlieue ouest de Denver et est entièrement urbanisée. Elle doit son nom à sa localisation sur la rive du lac Sloan (en) situé à l'est sur le territoire de Denver. Elle fait partie de la zone métropolitaine Denver-Aurora.

## Histoire
Edgewater est érigée en municipalité le 5 novembre 1904.

## Démographie
| 1910 | 1920 | 1930  | 1940  | 1950  | 1960  |
| ---- | ---- | ----- | ----- | ----- | ----- |
| 712  | 664  | 1 473 | 1 648 | 2 580 | 4 314 |

| 1970  | 1980  | 1990  | 2000  | 2010  | 2020  |
| ----- | ----- | ----- | ----- | ----- | ----- |
| 4 910 | 4 766 | 4 613 | 5 445 | 5 170 | 5 005 |

## Politique et administration
La municipalité est dirigée par un maire et un conseil de sept membres, élus pour un mandat de quatre ans.
Steve Conklin est maire depuis novembre 2023.